# Jonatan Machuca
Jonatan Ezequiel Machuca (Villa Dolores, 21 marzo 1989) è un cestista argentino.